# Markivți, Șepetivka
Markivți (în ucraineană Марківці) este un sat în comuna Stari Beizîmî din raionul Șepetivka, regiunea Hmelnîțkîi, Ucraina.

## Demografie
Componența lingvistică a localității Markivți
     Ucraineană (98,53%)
     Alte limbi (1,48%)
Conform recensământului din 2001, majoritatea populației localității Markivți era vorbitoare de ucraineană (98,53%), existând în minoritate și vorbitori de alte limbi.